# محمد دیامه
محمد دیامه (فرانسوی: Mohamed Diamé‎؛ زادهٔ ۱۴ ژوئن ۱۹۸۷) بازیکن فوتبال اهل سنگال است.
از باشگاه‌هایی که در آن بازی کرده‌است می‌توان به رایو وایکانو، ویگان اتلتیک، وستهام یونایتد، هال سیتی و نیوکاسل یونایتد اشاره کرد.
وی همچنین در تیم ملی فوتبال سنگال بازی کرده‌است.